# Bartłomiej Sienkiewicz

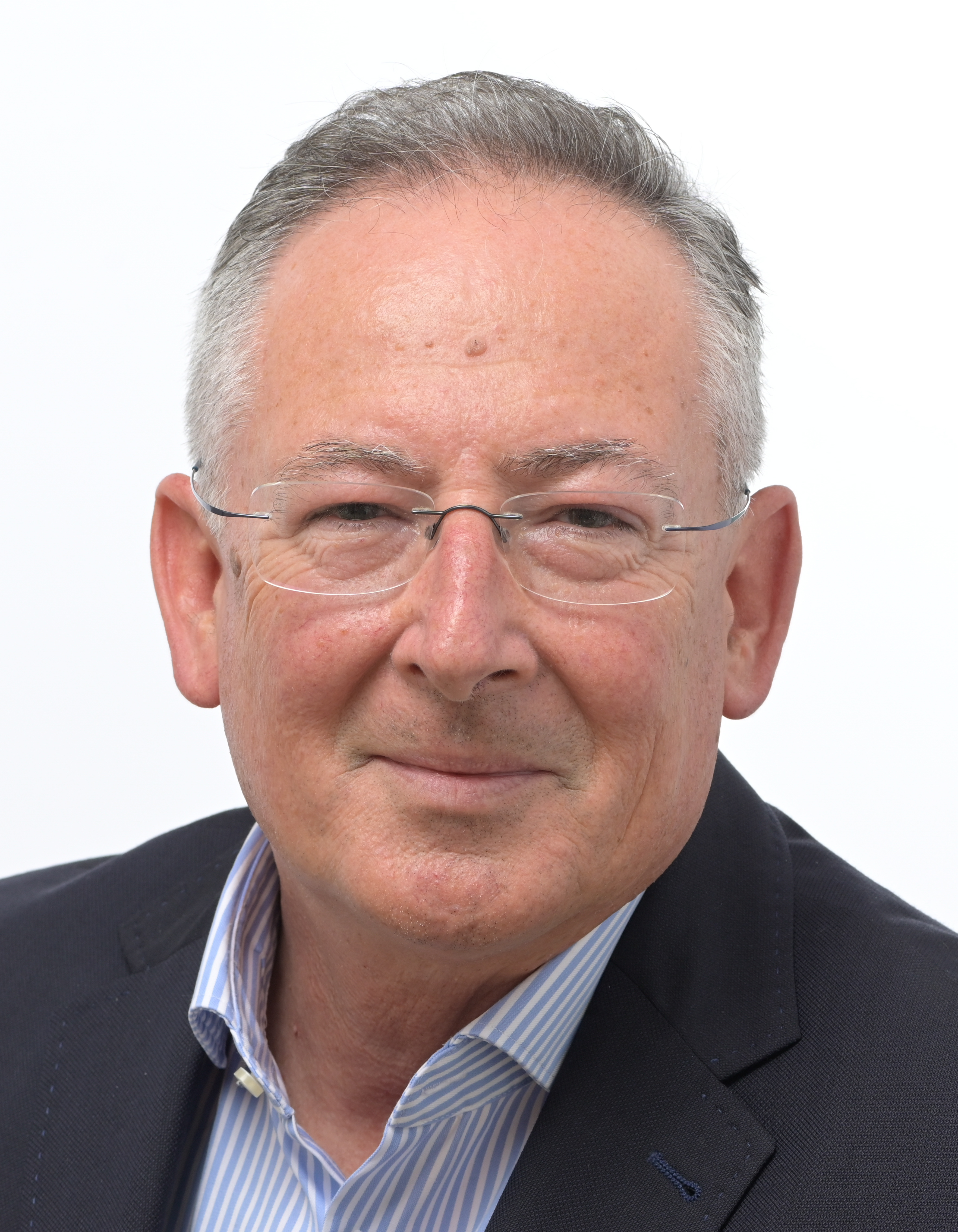
Bartłomiej Sienkiewicz (2024)

Bartłomiej Henryk Sienkiewicz (* 29. Juli 1961 in Kielce) ist ein polnischer Politiker (PO), der 2013/14 Innenminister und vom 13. Dezember 2023 bis 13. Mai 2024 Minister für Kultur und nationales Erbe der Republik Polen war. Er gehörte von 2019 bis 2024 dem Sejm in der IX. und X. Wahlperiode an. Seitdem ist er Abgeordneter im EU-Parlament.

## Leben und Beruf
Er entstammt einer Adelsfamilie, die der Oszyk-Wappengemeinschaft angehört. Er ist der Sohn von Juliusz und Alina. Er ist der Urenkel des mit dem Nobelpreis ausgezeichneten Schriftstellers Henryk Sienkiewicz.
Sienkiewicz studierte an der Jagiellonen-Universität bis 1987 Philologie. Er war in den 1990er-Jahren Mitgründer sowie später Ausschussmitglied des Centre for Eastern Studies und hielt Vorlesungen im Bereich Innere Sicherheit. Nach dem Regimewechsel arbeitete er von 1990 bis 2002 als Funktionär beim polnischen Staatsschutz (UOP), zuletzt im Rang Oberstleutnant. Er war dort Leiter der analytischen Organisationseinheit. Anschließend leitete er ein eigenes Analysezentrum und wurde ständiger Mitarbeiter von Tygodnik Powszechny. Zudem lehrte er an der Akademie der Kriegskunst in Warschau und gehörte dem Rat des zentralen Ausbildungszentrums des Inlandsgeheimdienstes Agencja Bezpieczeństwa Wewnętrznego an.
Sienkiewicz ist verheiratet und hat drei Söhne und eine Tochter.

## Politik

### Volksrepublik
Sienkiewicz stand der Solidarność nahe und gehörte dem Unabhängigen Studentenbüro in Krakau an. Er war Redakteur der Zeitung des Unabhängigen Studentenverbandes. Im Februar 1982 wurde er unter Geltung des Kriegsrechts wegen „Behinderung der Justiz“ festgenommen, aber nicht verurteilt. 1987/88 erhielt er dreimal Geldstrafen wegen Störung der öffentlichen Ordnung und des Verteilens von Flugblättern. 1988 gehörte er zu den Organisatoren der Internationalen Menschenrechtskonferenz in Krakau. Er wirkte in einer von Jacek Czaputowicz organisierten Menschenrechtsaktion mit.

### Dritte Republik
Im Kabinett Tusk II war Sienkiewicz als Nachfolger von Jacek Cichocki vom 25. Februar 2013 bis 22. September 2014 Innenminister. Im Sommer 2014 hatte das Magazin Wprost Protokolle dessen veröffentlicht, wie Sienkiewicz den Zentralbankpräsidenten Marek Belka beeinflusst haben soll, die Regierungspartei PO zu begünstigen. Im Laufe dieser Abhör-Affäre wurden die Redaktionsräume durchsucht, was als Beeinträchtigung der Pressefreiheit kritisiert wurde. Sienkiewicz war Abgeordneter im Sejm der 9. und 10. Sitzungsperiode.
Bei den Parlamentswahlen 2019 und 2023 wurde er jeweils für die Platforma Obywatelska (PO) auf der Liste des Wahlbündnisses Koalicja Obywatelska (KO) in den Sejm gewählt. Nach dem Regierungswechsel 2023 war er vom 13. Dezember 2023 bis 13. Mai 2024 Minister für Kultur und nationales Erbe im Kabinett Tusk III, wo er nach Ablösung der PiS-Regierung im Dezember 2023 die Übernahme der öffentlich-rechtlichen Medien wie TVP und Polskie Radio durch von der neuen Regierungskoalition ernannte Kader verantwortete. Bei der Europawahl 2024 wurde er in das Europaparlament gewählt.

## Ehrungen
- 2009 Bene Merito[20]
- 2015 Krzyż Wolności i Solidarności[21]